# عسر الولادة

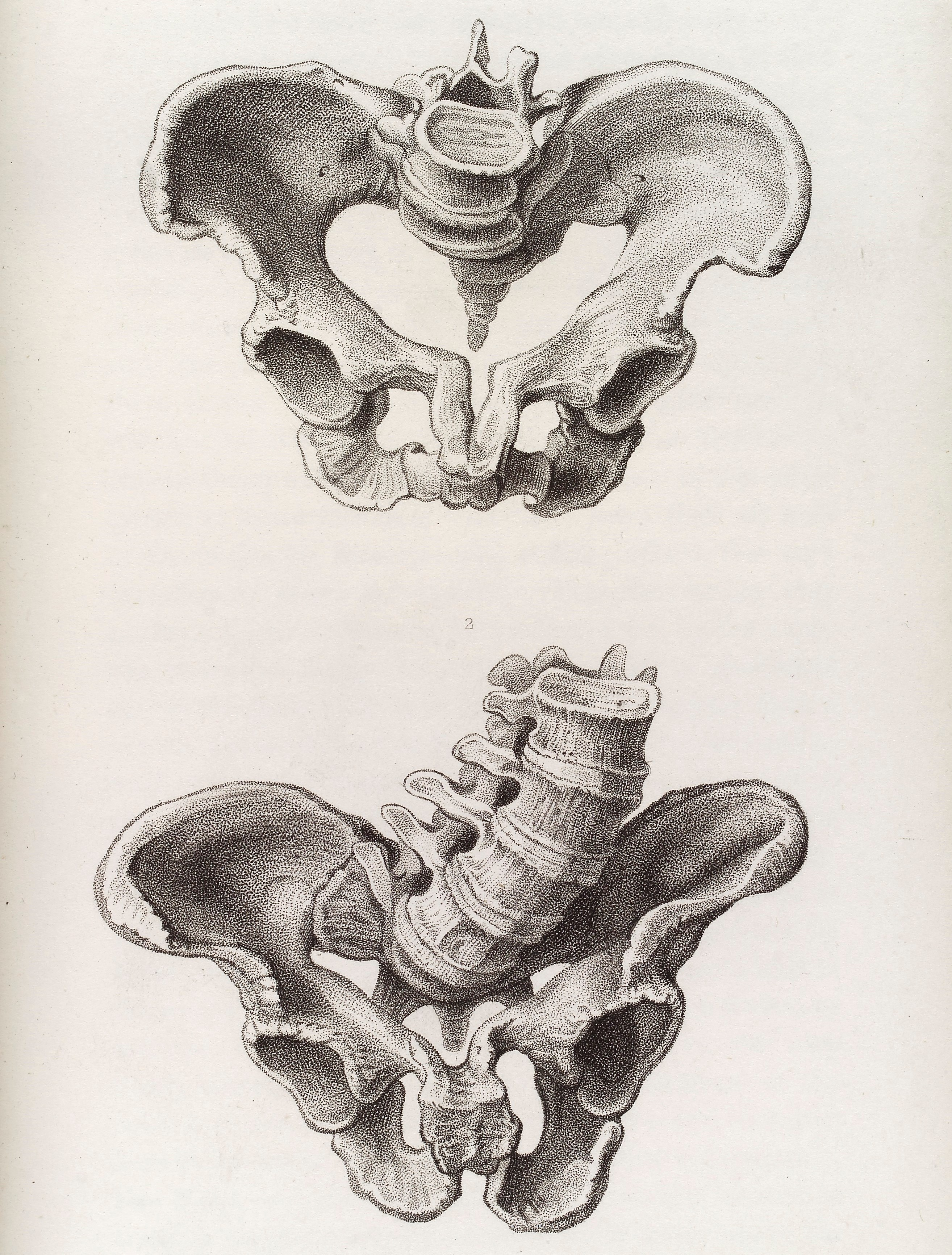
صورة لحوض مشوه، أحد عوامل الخطر للولادة المتعسرة

عُسر الوِلادة (بالإنجليزية:Dystocia) هِيَ الوِلادة غير الطبيعية، وَقد تَكون مرضية في أَي مَرحلة من مَراحِلها، وَيُعرف أيضاً باسم الولادة المتعسرة وهيَ الحالة التي لا يخرج فيها الجنين من الحوض بالرغم من انقباض الرحم بشكل طبيعي أثناء عملية الولادة; بسبب انسدادها جسديا. تشمل مضاعفات عسر الولادة بالنسبة للطفل عدم حصول الطفل على ما يكفي من الأوكسجين مما قد يؤدي إلى موت الجنين، كما أن عسر الولادة يزيد من خطر حدوث عدوى لدى الأم، بالإضافة إلى تمزق الرحم، ونزيف ما بعد الولادة. وتشمل المضاعفات طويلة المدى بإصابة الأم بالناسور الولادي. ويقال أن تعسر الولادة يطيل عملية الولادة عندما تزيد مدة المرحلة النشطة من الولادة عن 12 ساعة.
الأسباب الرئيسية لتعسر الولادة تتضمن : كبر حجم الجنين أو وجوده بالرحم بوضع غير طبيعي، صغر حجم الحوض عند الأم أو وجود مشاكل في قناة الولادة. والأوضاع غير الطبيعية للجنين في الرحم تشمل تعسر ولادة الكتف وفيها لا يمر الكتف الأمامي للجنين بسهولة تحت عظم العانة. من عوامل الخطر لصغر الحوض عند الأم تشمل سوء التغذية وعدم التعرض لأشعة الشمس مما يسبب نقص فيتامين (د) عند الأم. كما أن صغر حجم الحوض أكثر شيوعا في سن المراهقة عند الأنثى حيث أن الحوض لم يكتمل نموه بعد. مشاكل قناة الولادة تشمل تضيق المهبل والعجان والذي قد يكون راجعاً إلى تشوه في الأعضاء التناسلية للإناث أو الأورام. وغالباً ما يستخدم مخطط بياني للمخاض لتتبع تطور عملية الولادة وتشخيص المشاكل. وهذا جنبا إلى جنب مع الفحص السريري قد يساعد في تشخيص الولادة المتعسرة مثل تشكل حلقة باندل كمؤشر على الولادة المعرقلة.
علاج الولادة المتعسرة قد يحتاج إلى عملية قيصرية أو شفط الجنين بشفاط خاص مع احتمالية فتح الحوض جراحيا. وهناك تدابير أخرى تتضمن تزويد المرأة بالسوائل الوريدية وإعطائها المضادات الحيوية الوريدية خصوصاً إذا مر على تمزق الغشاء المحيط بالجنين أكثر من 18 ساعة. في أفريقيا وآسيا تؤثر الولادة المتعسرة على 2-5 % من مجموع الولادات. في عام 2013 تسببت الولادة المتعسرة ب 19000 حالة وفاة والتي انخفضت من 29000 حالة وفاة في عام 1990 ( ما يقارب 8 % من حالات الوفاة المتعلقة بالحمل) . معظم حالات الوفاة المتعلقة بهذه الحالة تحدث في العالم الثالث.

## السَبب
1. عوامِل الرَحم: حيث تَحصل تَقَلُصات تَبدأ في القاع وَتنزل نَحو الحَوض ،وَإِذا كانَت التَقَلُصات غَير مُنسقة وَقصيرة وَغير مُنتَظمة سَتكون الوِلادة صَعبة.
2. عوامِل جَنينية: حَيث تَعتمد على وَضع الطِفل داخل الحَوض (رَأسه ومُؤخِرتُه وَاتجاهُهما).
3. عوامِل الحَوض: شَكل الحَوض لَدى بَعض النِساء، حَيث إذا كانت الحافة مُستديرة فَيكون مُناسب جداً في الوِلادة ،وَلكن بَعض النساء لَديها حافة طَويلة وَبيضاوية. وَهُناك بَعض العَوامل الأُخرى التَي يُمكن أَن تُؤدي إِلى عَدم التناسُب مع رأَس الحَوض وَهي: الجنف، الحداب، الكُساح، عملقة الجنين .وأيضاً تاريخ أَمراض المَرأَة.

## المُضاعفات
من المُضاعفات نَزيف وَتشَقُقات وَجُروح في منطقة الشَرج وَالمِهبل ،وَقد يؤدي أَحياناً إلى الوَفاة بسبب نَقص الأُكسجين.

## التشخيص
يمكن تشخيص تعسر الولادة عن طريق الفحص السريري.

## العلاج
علاج الولادة المتعسرة قد يتضمن عملية قيصرية أو استخراج الجنين بواسطة شفاط خاص مع احتمالية عمل فتحة جراحية في أسفل الحوض. تدابير أخرى تتضمن تزويد المرأة بالسوائل الوريدية والمضادات الحيوية إذا مر على تمزق الغشاء المحيط بالجنين أكثر من 18 ساعة.

## الوبائيات
في عام 2013 تسببت الولادة المتعسرة ب 19000 حالة وفاة والتي انخفضت من 29000 حالة في عام 1990.

## تعريفات
كلمة متعسرة تعني الولادة الصعبة. وهو لفظ مضاد لمصطلح يوناني قديم يعني الولادة السهلة أو المتيسرة. مصطلحات أخرى للولادة المتعسرة تتضمن الولادة الصعبة أو الولادة غير الطبيعية أو اختلال الولادة.

## حيوانات أخرى
ويمكن أيضا أن يستخدم مصطلح الولادة المتعسرة في سياق حيوانات مختلفة. ويسمى عسر الولادة المتعلق بالطيور والزواحف أيضا باندماج البيض.

## المَراجع
1. Upper Limb Anatomy Part IIA , Alexandria University Faculty of Medicine ,1st year